# Katja Karger

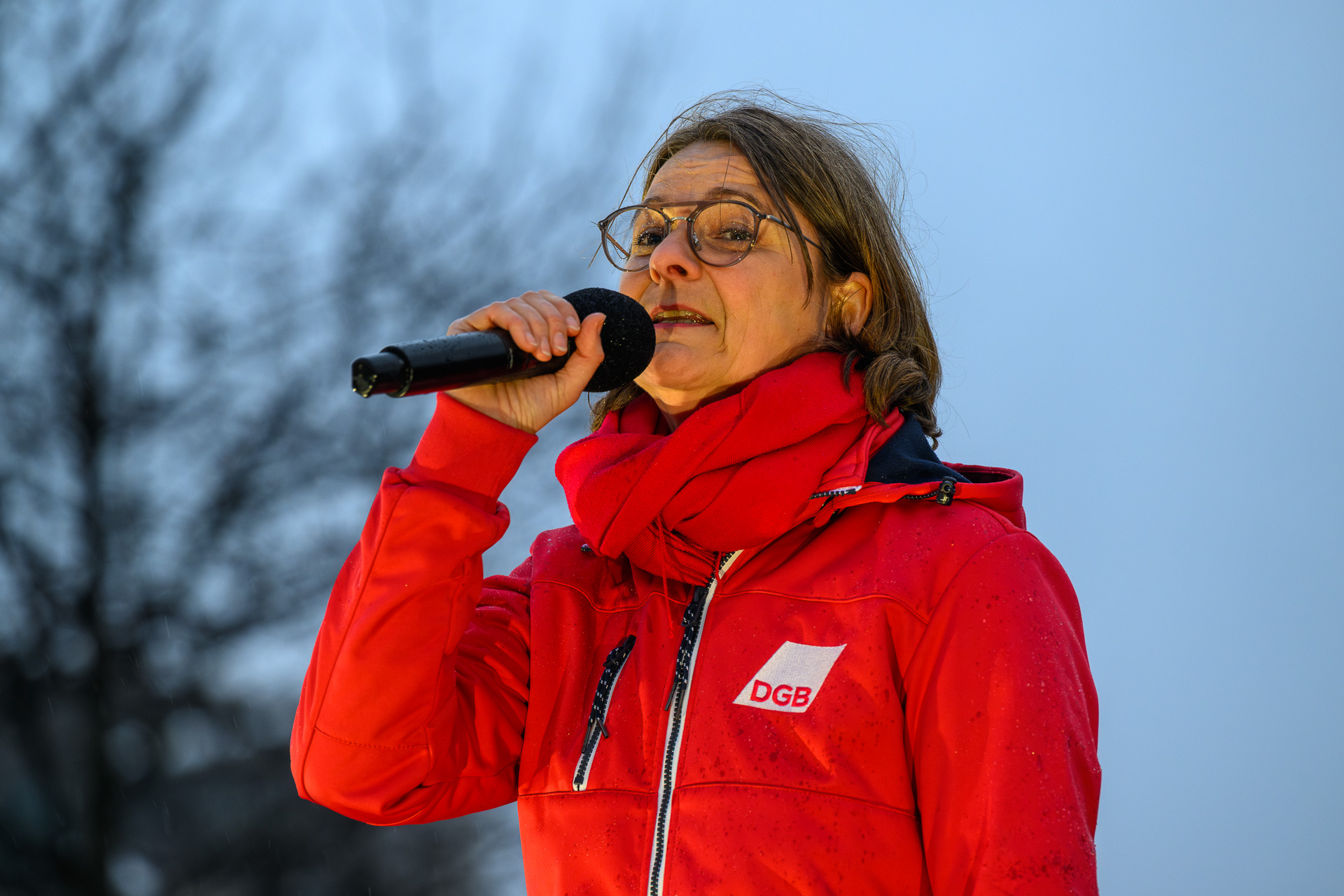
Katja Karger bei der Kundgebung „Hand in Hand gegen den Faschismus“ 2024 in Berlin

Katja Karger (* 8. Mai 1969 in Bremen) ist eine deutsche Kulturwissenschaftlerin und Gewerkschafterin. Von 2013 bis September 2021 war sie Vorsitzende des Deutschen Gewerkschaftsbundes (DGB) in Hamburg. Seit Januar 2022 ist sie Vorsitzende des DGB-Bezirks Berlin-Brandenburg.

## Leben
Karger ist die Tochter eines Stahlarbeiters und einer Gewerkschafterin aus dem Öffentlichen Dienst. Als Kind wurde sie von ihren Eltern mit zu Demonstrationen genommen, auf denen Hannes Wader gespielt wurde. Sie wuchs in Bremen auf und machte nach dem Abitur eine Ausbildung zur Industriekauffrau.
Von 1993 bis 1997 arbeitete Katja Karger als Redaktionsassistentin beim Privatradiosender ffn in Hannover. Sie wurde in den Betriebsrat gewählt, war in der Tarifkommission des Privaten Rundfunks und engagierte sich bei der Gewerkschaft IG Medien (seit 2001 ver.di).
1998 wechselte sie beruflich zur Internetagentur Pixelpark AG nach Berlin und wurde dort Projektmanagerin. Im Jahr 2001 gründete Katja Karger den ersten Betriebsrat der New Economy. Ab 2002 war sie als Gewerkschaftssekretärin im Berliner Büro des ver.di-Projekts connexx.av für Medienschaffende tätig.
2007 begann Katja Karger ein Studium an der Technischen Universität Berlin und schloss dort mit einem Bachelor in Philosophie ab. Den Master in Kulturwissenschaft machte sie an der Humboldt-Universität Berlin. Ihre Abschlussarbeit schrieb sie über „Die Kultur der Arbeit“ und beschäftigte sich darin mit den Werten und Normen, die mit der Erwerbsarbeit verknüpft werden.
Im Dezember 2013 wurde Katja Karger Vorsitzende des DGB Hamburg im Gewerkschaftshaus am Besenbinderhof. Sie trat die Nachfolge von Uwe Grund an. Katja Karger ist parteilos und war die erste Frau, die an der Spitze des Hamburger DGB stand. Bei der Wahl zur Vorsitzenden des DGB Hamburg am 8. September 2021 trat sie nicht erneut an. Zu ihrer Nachfolgerin wurde Tanja Chawla (ver.di) gewählt.
Karger wurde am 15. Januar 2022 mit 94,7 % zur neuen Vorsitzenden des DGB-Bezirks Berlin-Brandenburg gewählt.